# 츄파춥스
츄파춥스 S.A.U(스페인어: Chupa Chups S.A.U 추파춥스[*])는 스페인의 막대 사탕 및 제과류 제조 기업이다. 전 세계 150여개국에서 판매되고 있는 인기있는 제과류 브랜드이며, 주요 제품은 막대사탕이다. 1958년, 카탈란 엔릭 베르나가 설립했으며, 현재 이탈리아의 다국적 기업 퍼페티 반 멜레(Perfetti Van Melle)가 소유하고 있다. 브랜드의 이름은 "빨다"라는 뜻을 가진 스페인어 동사 '추파르'(chupar)에서 유래한다.

## 역사

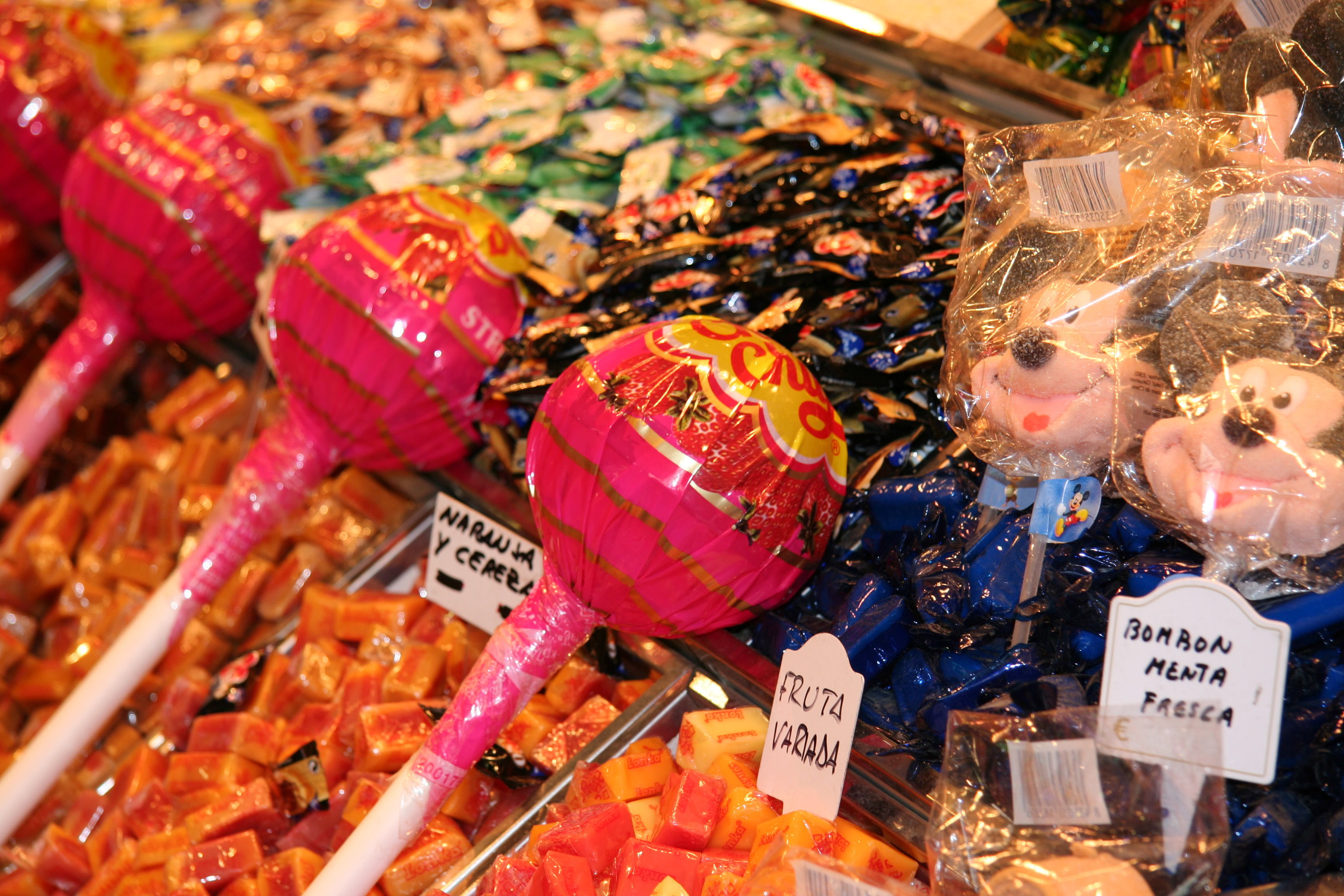
츄파춥스가 제조한 사탕의 모습.

1950년대 초, 베르나는 "그랑 아스투리아스"라는 사과 잼 공장에서 일했는데, 그가 막대 사탕 사업을 시작하려 하자, 투자자들은 떠났다. 그래서 베르나는 1958년에 이 회사를 인수하고 츄파춥스로 이름을 바꿨다. 그는 생산 시스템을 구축하고 1 페세타당 막대 사탕 한개를 판매했다. 베르나는 이 제품이 주요 소비자인 어린이들 위주로 설계되지 않았음을 느꼈다. 그래서 그는 카운터 뒤에 사탕을 배치하기보다 가게 주인들에게 어린이의 손이 잘 닿는 곳, 즉 계산대 근처에 사탕을 배치하도록 지시했다.
츄파춥스는 엄청난 성공을 거두었다. 5년 이내에 베르나의 사탕은 30만 매장에서 팔려나갔다. 처음 사탕을 제조할 때 막대 사탕의 막대는 나무로 되어 있었지만 이후에 플라스틱 막대로 교체했다. 프란시스코 프랑코의 독재(1939년-1975년)가 막을 내린 후, 츄파춥스는 전세계로 나아갔다. 1970년대에 츄파춥스는 일본, 인도네시아, 싱가포르, 필리핀, 말레이시아, 오스트레일리아 등으로 진출했다. 1980년대에 한국을 포함한 대부분의 아시아 국가와 유럽과 북미 시장으로 확대 했다. 1990년대에 막대 사탕은 중국 광저우 근처 판위에서 타타굼에 의해 제조되었다. 2003년 당시, 40억 개의 츄파춥스가 150여개 개국에서 판매되고 있었다. 현재 츄파춥스사는 2000명의 직원이 있고, 5억 유로의 매출을 냈으며, 이의 90%가 해외 매출이다. 1991년에 베르나는 자신의 아들, 사비에르 베르나에게 회사를 넘겨주었다. 2006년 7월, 이탈리아 그룹 퍼페티 반 멜레(Perfetti Van Melle)가 츄파춥스사를 인수하였다. 대한민국에서는 해태제과에서 판매되었으나, 현재는 농심에서 판매되고 있다. 2017년에는 남양유업에서 탄산음료, 유제품 형태의 츄파춥스를 세계에서 최초로 선보이기도 하였다.

## 마케팅
츄파춥스의 로고는 1969년 예술가 살바도르 달리가 만들었다. 최초의 마케팅 캠페인은 카탈루냐어로 "츄파춥스, 그것은 둥글고 딱딱하다""라는 의미의 슬로건을 사용했다. 츄파춥스는 한때 광고를 위해 마돈나 등 유명인사들을 고용했다.

## 제품
제품은 다음과 같다.
- 막대 사탕
  - 클래식
    - 후르츠
    - 클래식 콜라
    - 밀키
    - 혀 페인터
    - 엑조틱 트로픽 (열대 과일 맛)

  - 미니
  - 과즙
    - 매직스
    - 풍선 껌 맛
    - 프루텔라
    - 초콜릿

  - 2팝
  - 무설탕
  - XXL
  - 크레이지 딥
  - 멜로디 팝
- 풍선 껌
  - 빅 바볼
  - 솜사탕 풍선 껌
- 장난감
  - 스피닝 페이스
  - 토템 마커
  - 펑키 미로
  - 발롱 자동차
- 증정품
  - 미니 메가 춥스
  - 메가 춥스 750 g
  - 미니 깡통 스페셜 에디션 III
  - 미니 깡통 스페셜 에디션 IV
  - 꽃 부케
  - 츄파 척 가방
- 계절 선물
  - 크리스마스 볼
  - 산타 클로스 가방
  - 부활절 계란
  - 풋볼 미니 메가 춥스
- 서프라이즈
  - 서프라이즈 워너비
- 라이센스 제품
  - 서프라이즈 스펀지 밥
  - 미니 깡통 스펀지 밥
  - 스펀지 밥 롤리박스
  - 스펀지 밥 3D 퍼즐
  - 스펀지 밥 롤리박스 풋볼 투트트

## 맛
맛은 다음과 같다.
- 무설탕 체리
- 라즈베리
- 수박
- 콜라
- 콜라 레몬
- 오렌지
- 라임 레몬
- 레몬
- 사과
- 라즈베리 바닐라
- 망고
- 파인애플
- 크램 뷸레 아이스크림
- 말차 라떼
- 멜론 소다
- 초코 바닐라
- 딸기 크림
- 바닐라
- 무설탕 콜라
- 무설탕 오렌지
- 파인애플 코코넛 아이스크림
- 차 & 레몬
- 딸기 초콜릿
- 초콜릿
- 딸기 아이스크림
- 바나나
- 체리 아이스크림
- 체리
- 카라멜
- 딸기
- 블랙베리
- 라무네
- 포도
- 블루베리 요거트
- 유자